# Игамбердыев, Мавлян
Мавлян Игамбердыев — советский хозяйственный, государственный и политический деятель.

## Биография
Родился в 1923 году в Ташкенте. Член КПСС.
С 1940 года — на хозяйственной, общественной и политической работе. В 1940—1983 гг. — гидротехник «Мирзачульводхоза», учитель школы № 19 в г. Мирзачуле, участник Великой Отечественной войны, заведующий планово-распределительным бюро Ташкентского экскаваторного завода, начальник отдела кадров Министерства совхозов Узбекской ССР, заместитель председателя Республиканского комитета профсоюза рабочих совхозов, инструктор отдела административных органов, помощник секретаря, зав. сельскохозяйственным отделом Ташкентского обкома партии, председатель Ташкентского областного объединения «Узсельхозтехника», секретарь Ташкентского облисполкома, первый секретарь Букинского райкома партии, первый секретарь Среднечирчикского райкома партии.
Избирался депутатом Верховного Совета Узбекской ССР 8-го, 9-го, 10-го созывов.
Умер в Москве после 1995 года.